# 粕壁町営電気事業組合
粕壁町営電気事業組合（かすかべちょうえいでんきじぎょうくみあい）は、埼玉県南埼玉郡粕壁町（現・春日部市）を事業区域とした公営の電灯電力事業体。
数少ない公営の電灯事業体であった。なお本組合のほか、かつては東京市電気局や神奈川県秦野町（現・秦野市）の秦野町営電気部なども公営の電灯事業を経営していた。

## 歴史
1912年（大正元年）10月、粕壁町の石野安蔵町長らが埼玉県及び当時電力事業を所管していた逓信省に対して電灯事業の特許出願を行った。しかし当時の財政圧縮の風潮のなか、政府は町村等に新たな起債を伴う事業を控えるよう促していた。
それ以前、当地では町会議員その他の地元有志によって、「粕壁電灯」という会社を設立した上で逓信大臣に対して事業認可（特許）を申請するための設立準備に取り掛かっていた。その後、1911年（明治44年）12月24日、その公益性に着目した粕壁町が事業経営を「粕壁電灯」から譲り受けることを町議会で可決し、翌1912年（明治45年 / 大正元年）に正式に公営化されたとされている。
粕壁町では神奈川県秦野町及び栃木県足尾町（現・日光市）の公営による電灯事業の視察に出向いたりするなどといった充分な調査研究を行い、埼玉県に対して請願を続けた。その結果、埼玉県も「電灯事業は町営にしても不利益ではない」との見解を示し、1914年（大正3年）3月15日付をもって逓信省から埼玉県を経て粕壁町に特許が下付された。
本組合設立に伴う起債額は1万7千円で、日本勧業銀行から借り入れる形をとった。当初はガソリン方式火力発電所（20馬力）の計画だったが、のちに利根発電からの買電に変更された。変電所は粕壁町川久保（現・春日部市粕壁東4丁目）に設置し、利根発電から直流6,600ボルトで受電し、高圧線は3,300ボルト、低圧線は100 - 200ボルトで配電した。その後若干の紆余屈折を経て1915年（大正4年）1月にすべての工事が終わり、電灯個数1,304灯・動力電力16馬力で粕壁町内に初めて電灯配電を開始した。
電灯契約は予想を上回り、1923年（大正12年）の供給力は120KW、電灯供給戸数は3029戸に達した。同年の収支は、固定資本金5万9千円、電灯電力収入が電灯料1万6千円、電力料1万1千円の計2万7千円、利益金は4千円だったという記録が残っている。これは、当時の粕壁町の歳入の7割を超えていた。
1942年（昭和17年）11月、国家総動員体制の整備に伴う諸立法の一つである配電統制令によって粕壁町営電気事業組合は解散し、その電灯事業は関東配電（東京電力の前身）に引き継がれた。